# Хели-Хатчинсон, Джон, 7-й граф Донамор
Джон Майкл Генри Хели-Хатчинсон, 7-й граф Донамор (англ. John Michael Henry Hely-Hutchinson, 7th Earl of Donoughmore; 12 ноября 1902 — 12 августа 1981) — англо-ирландский пэр и политик. Он носил титул учтивости — виконт Суирдейл с 1902 по 1948 год.

## Биография
Родился 12 ноября 1902 года. Старший сын Ричарда Хели-Хатчинсона, 6-го графа Донамора (1875—1948), и Елены Мэри Грейс (1874—1944), дочери Майкла Пола Грейса и Маргариты Аниты Мейсон. Он получил образование в Винчестерское колледже (Винчестер, графство Уилтшир) и в Колледже Магдалины Онсфордского университета (Оксфорд, Оксфордшир).
Джон Хели-Хатчинсон заседал в Палате общин Великобритании от Питерборо с 1943 по 1945 год. Он получил чин полковника Королевского бронетанкового корпуса (территориальной армии).
19 октября 1948 года после смерти своего отца Джон Хели-Хатчинсон унаследовал титулы 7-го графа Донамора из Ноклофти, 7-го виконта Донамора из Ноклофти (графство Типперэри), 8-го барона Донамора из Ноклофти (графство Типперэри) и 7-го барона Хатчинсона из Ноклофти (графство Типперэри), заняв своё место в Палате лордов Великобритании.
Будучи масоном, он был избран гроссмейстером Великой Ложи Ирландии в 1964 году и занимал этот пост до своей смерти.
Лорд Донамор наиболее известен тем, что был похищен ИРА из Ноклофти-хауса в Клонмеле в июне 1974 года вместе со своей женой Дороти в качестве политического заложника и освобожден через неделю. Лорду Донамору наследовал его старший сын Ричард, 8-й граф Донамор, в 1981 году.

## Брак и дети
27 июля 1925 года лорд Донамор женился на Дороти Джин Хотэм (12 августа 1906 — 29 декабря 1995), дочери Джона Бомонта Хотэма и Глэдис Мэри Уилсон. У пары было трое детей:
- Ричард Хели-Хатчинсон, 8-й граф Донамор (род. 8 августа 1927), старший сын и преемник отца. В 1951 году он женился на Шейле Парсонс, от брака с которой у него было четверо детей.
- Леди Сара («Салли») Елена Хели-Хатчинсон (22 августа 1930 — 24 августа 2013), она вышла замуж в 1951 года за Уильяма Янсона Коллинза из одноименного издательства[4], от брака с которой у неё было четверо детей.
- Достопочтенный Марк Хели-Хатчинсон (род. 19 мая 1934), в 1962 году он женился на Розите Маргарет Вудс, от брака с которой у него было трое детей.